# Západni (Pávlovskaya, Krasnodar)
Západni (del ruso: Западный) es un posiólok del raión de Pávlovskaya del krai de Krasnodar, en Rusia. Está situado 13 km al este de Pávlovskaya y 142 km al nordeste de Krasnodar, la capital del krai. Tenía 136 habitantes en 2010.
Pertenece al municipio Upornenskoye.